# 楊武烈
楊武烈（？—1600年），字伯承，號澹中，直隸徽州府歙縣人，明朝政治人物。

## 生平
萬曆十年（1582年）壬午科應天鄉試舉人。萬曆二十年（1592年），登壬辰科第三甲第一百五名進士，吏部觀政，十月初授江西建昌府推官，二十七年仕至戶部主事，次年卒。

## 家族
曾祖楊彥富；祖父楊仲秀，生员；父楊業。